# Belóvacos

Mapa de la Galia en el, con la localización de la tribu de los belovacos.

Los belóvacos (en latín, Bellovaci) fueron uno de los pueblos galos asentados en la Galia Bélgica. Se trata de uno de los mayores en número y el más importante de los pueblos belgas.

## Geografía
El territorio de los belóvacos comprendía desde la moderna Beauvais hasta el río Oise, a lo largo de la costa del canal de la Mancha (actual departamento de Oise), aunque es probable que el territorio que controlaban en el momento de la guerra de las Galias fuera más grande que la civitas galorromana, cuyos límites se han mantenido en el obispado de Beauvais, con tribus clientes (pagus), que se adjunta a los pueblos vecinos (como ambianos, incluso los cáletes o los veliocases).
Tenían por vecinos a seis tribus: al sur, a los parisios y veliocases; al oeste, a los cáletes; al norte, a los ambianos; y, al oeste, a silvanectos y suesiones.

## Los belóvacos en la guerra de las Galias
Los belóvacos fueron uno de los pueblos que participaron en las distintas campañas de las Galias:
- En 57 a. C., participan en la coalición de los belgas: aportaron 60.000 hombres (de los 300.000 de la coalición), pero podrían reunir 100.000. Se someten después de la toma del oppidum de Bratuspancio (ubicación desconocida; entre las hipótesis, se sugirió Vendeuil-Caply, al norte del departamento de Oise y Grattepanche en el departamento de Somme). Con el fin de realzar más su victoria, Julio César dijo que eran «los más valientes de los belgas».

- En 52 a. C., se niegan a participar en la coalición encabezada por Vercingétorix. Por último, a raíz de la insistencia del rey de los atrebates Comio, aportaron unos 2.000 guerreros.

- En 51 a. C., Córreo, un líder belóvaco, encabezó una nueva coalición de belgas (ambianos, atrebates, cáletes, veliocases) y aulercos. Los belóvacos penetraron en el territorio de los suesiones y retrocedieron a un territorio protegido por pantanos y bosques: César les pone asedio. Los belóvacos, educados por el ejemplo de la batalla de Alesia, escapan por la noche y se refugian en un oppidum. César les persiguió y se desencadenó una batalla en la que fueron derrotados y Córreo fue muerto. Su muerte pone fin a las hostilidades.

- En 46 a. C., tuvo lugar una nueva sublevación de la que no hay información.

## La campaña de César en las Galias

### Antecedentes
Esta campaña se produjo en el bosque de Compiègne, en una zona que había sido ocupada por los suesiones. Los belóvacos tenían la intención de conquistar este territorio, una situación que Julio César temía, ya que se volverían más grandes y se convertirían en una amenaza mayor, por lo que decidió que sería útil intervenir en el conflicto y demostrar la superioridad romana.

### Estrategia
Los belóvacos empleaban la táctica de la guerra de guerrillas, en particular para combatir a los romanos.  Mientras tanto, la estrategia de César era combatir a las fuerzas de los belóvacos en terreno abierto.

### Conquista
César dio orden a las tropas de entrar en el territorio de los suesiones, pero optó por enfrentarse él mismo a los belóvacos. Los belóvacos, dirigidos por Córreo, acamparon en el monte San Marcos, con la intención de atacar a César en el caso de que entrase al frente de tres legiones, y de utilizar tácticas de guerrilla si traía más. El campamento romano se hallaba en el monte San Pedro y estaba fuertemente fortificado, con dos zanjas y dos líneas de defensas. Los acontecimientos de esta campaña fueron registrados por Aulo Hircio, aunque sus conclusiones no se corresponden totalmente con la geografía de la región —solamente dice que los belóvacos estaban acampados en un «lugar alto arbolado rodeado de marismas».
Los belóvacos se vieron sorprendidos por la llegada de las tropas romanas, y César, a su vez, quedó intimidado por el número de las fuerzas enemigas, a pesar de que tenía una gran fuerza de unos 30.000 hombres con él, incluyendo cuatro legiones, tribus y varias columnas de suministro. Nadie inició la batalla.
Comenzaron las hostilidades con pequeños enfrentamientos con diverso éxito a través de los pantanos que rodeaban el territorio de los belóvacos. Los guerreros belgas habían colocado trampas en el bosque y entre el forraje, y mantuvieron una posición sumamente ventajosa, hasta el punto de que César se vio obligado a pedir el refuerzo de tres legiones de Trebonio. Temiendo la llegada de los refuerzos romanos que podían asediarles, Córreo ordenó a la mayoría de las tropas que se retirasen por la noche. Lo lograron con éxito, aunque los soldados de César pudieron capturar a algunos de ellos.

### Derrota y período tras la conquista
Finalmente César construyó un puente para cruzar el pantano que rodeaba el monte San Marcos, situando a sus tropas fuera del alcance de los proyectiles arrojados desde el campamento de los belóvacos. Córreo y los belóvacos se retiraron de noche a un campamento más fuerte situado a 15 km de distancia, utilizando una línea de trincheras oculta a las tropas romanas y dejando trampas a su paso para impedir la persecución.
Córreo intentó tender a continuación una emboscada a las tropas de César, aunque no con la totalidad de sus hombres, por lo que envió unos 6.000 a un lugar donde creía que César tenía el avituallamiento. César estaba al tanto, aunque no está claro cómo, y tuvo refuerzos listos para atacar. Los belóvacos fueron derrotados, y su caudillo Córreo muerto. Después de la batalla, los belóvacos quedaron muy impresionados por el indulto de César, que fue garantizado a través de medios poco claros por Diviciaco.

## La época romana
Los belóvacos dieron su nombre a la ciudad de Beauvais, la capital fundada en la época romana con el nombre de Caesaromagus, que se convirtió en Bellovacis en tiempos del Bajo Imperio y finalmente en Beauvaisis.

## Etimología
El significado del nombre belóvaco sigue siendo desconocido, aunque se han sugerido algunos, como «los que luchan gritando». La raíz «bel-» se encuentra en la palabra gaélica Beal, que significa boca. La palabra latina bellum (guerra), y la raíz «vac-» significa vacío. Sin embargo, no existe registro conocido de una denominación de los belóvacos. La raíz «bell-» también está presente en el nombre de Bellona, una antigua diosa romana de la guerra.